# 上沢駅
上沢駅（かみさわえき）は、兵庫県神戸市兵庫区にある神戸市営地下鉄西神・山手線の駅である。駅番号はS07。駅イメージテーマは「桜」。

## 歴史
- 1983年（昭和58年）6月17日：営業開始[1]。
- 1995年（平成7年）
  - 1月17日：阪神・淡路大震災で被災し、不通[1]。
  - 2月16日：列車の運行が再開されるが、当駅は通過[1]。
  - 3月31日：営業再開[1]。

## 駅構造
地下1階にコンコース、改札があり、地下2階にプラットホームがある地下駅。プラットホームは島式1面2線である。

### のりば
| 番線 | 路線         | 行先                          |
| ---- | ------------ | ----------------------------- |
| 1    | 西神・山手線 | ■三宮・新神戸・谷上方面       |
| 2    | 西神・山手線 | □名谷・学園都市・西神中央方面 |

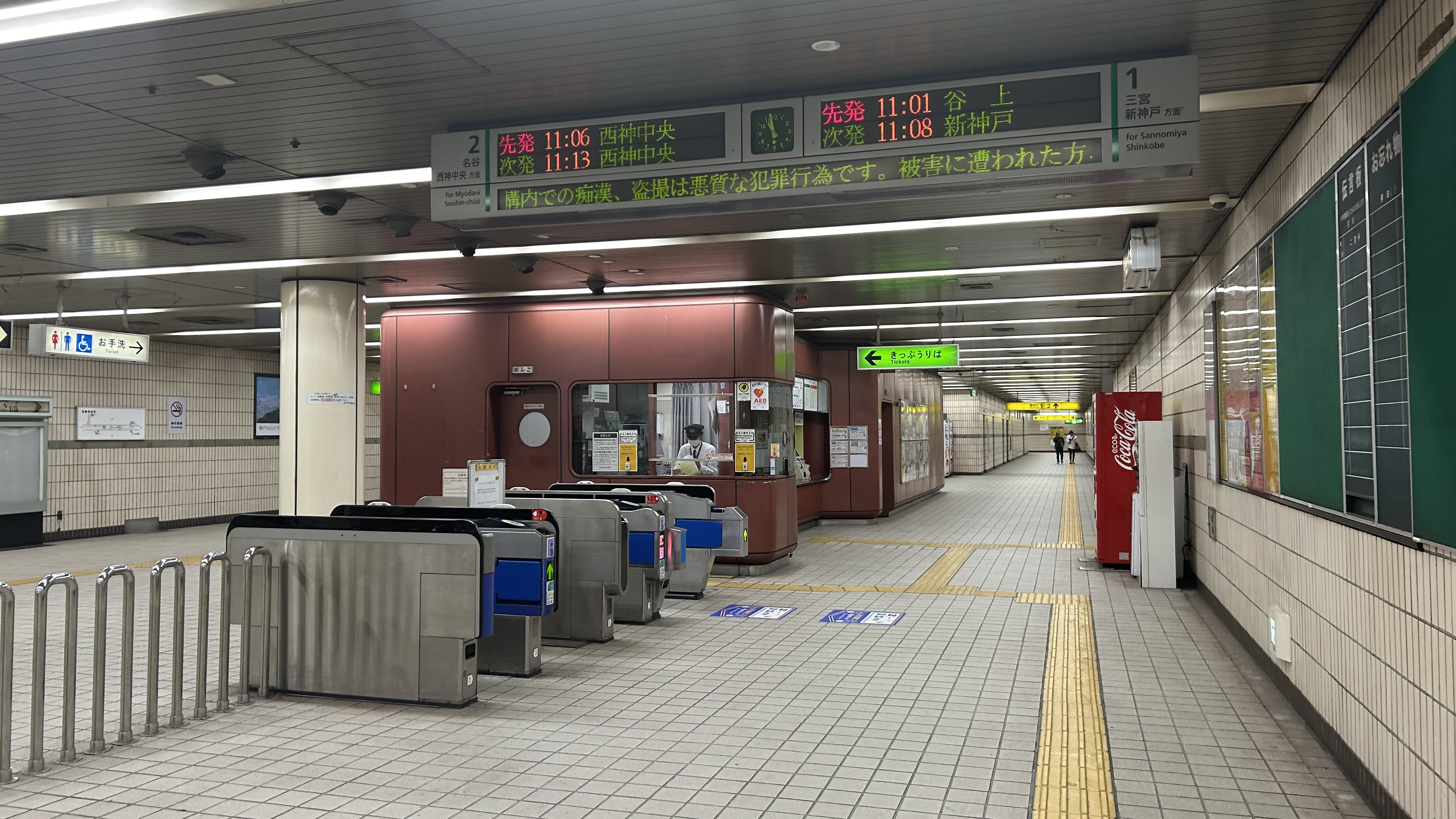
改札口
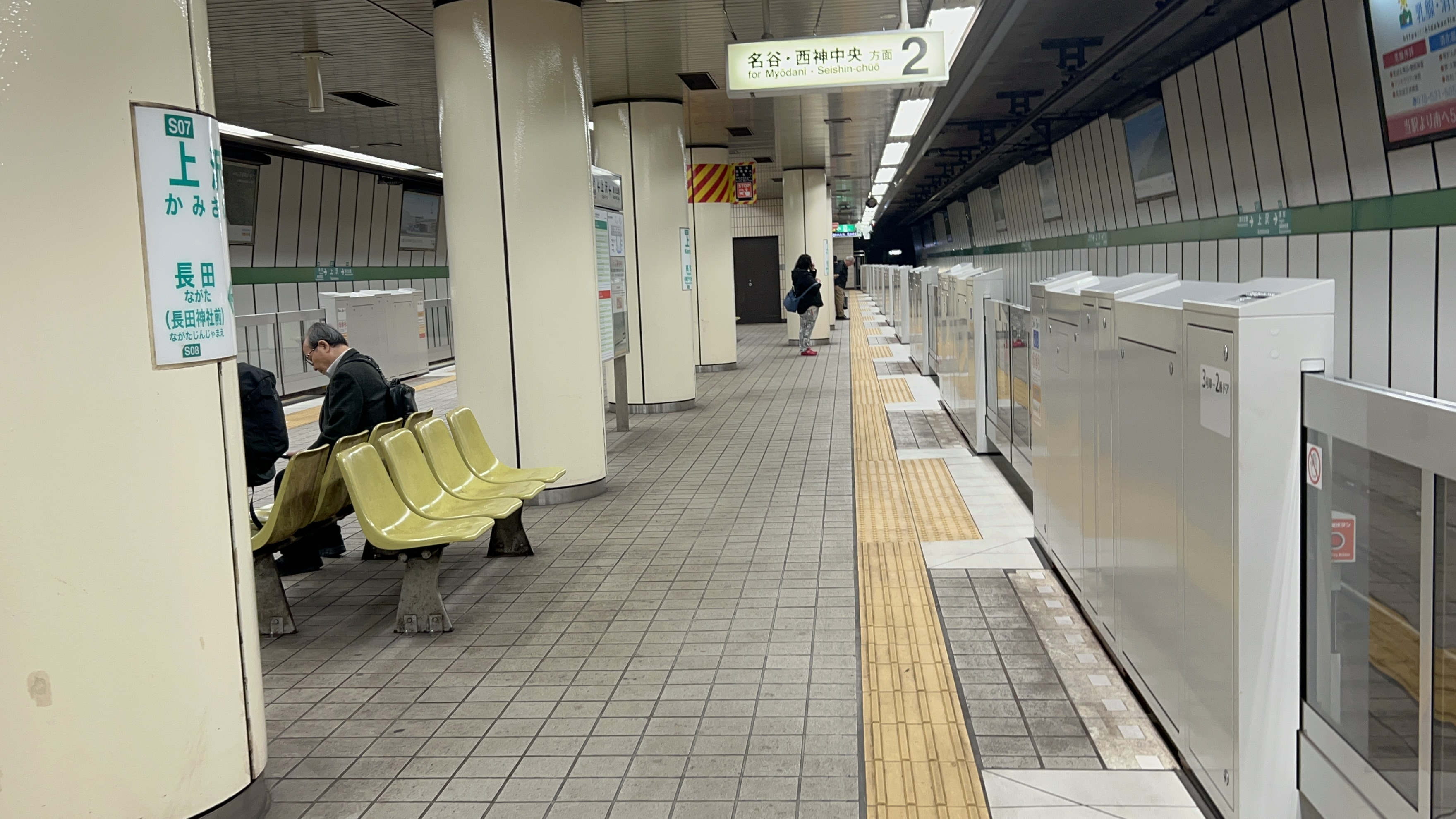
プラットホーム

### 出口
| 出口番号 | 位置                                   | 備考             |
| -------- | -------------------------------------- | ---------------- |
| 東出口1  | 北緯34度40分25.6秒 東経135度09分31.8秒 |                  |
| 東出口2  | 北緯34度40分24.4秒 東経135度09分33.6秒 | エレベーターあり |
| 西出口1  | 北緯34度40分21.7秒 東経135度09分25.9秒 |                  |
| 西出口2  | 北緯34度40分21.8秒 東経135度09分28.5秒 |                  |

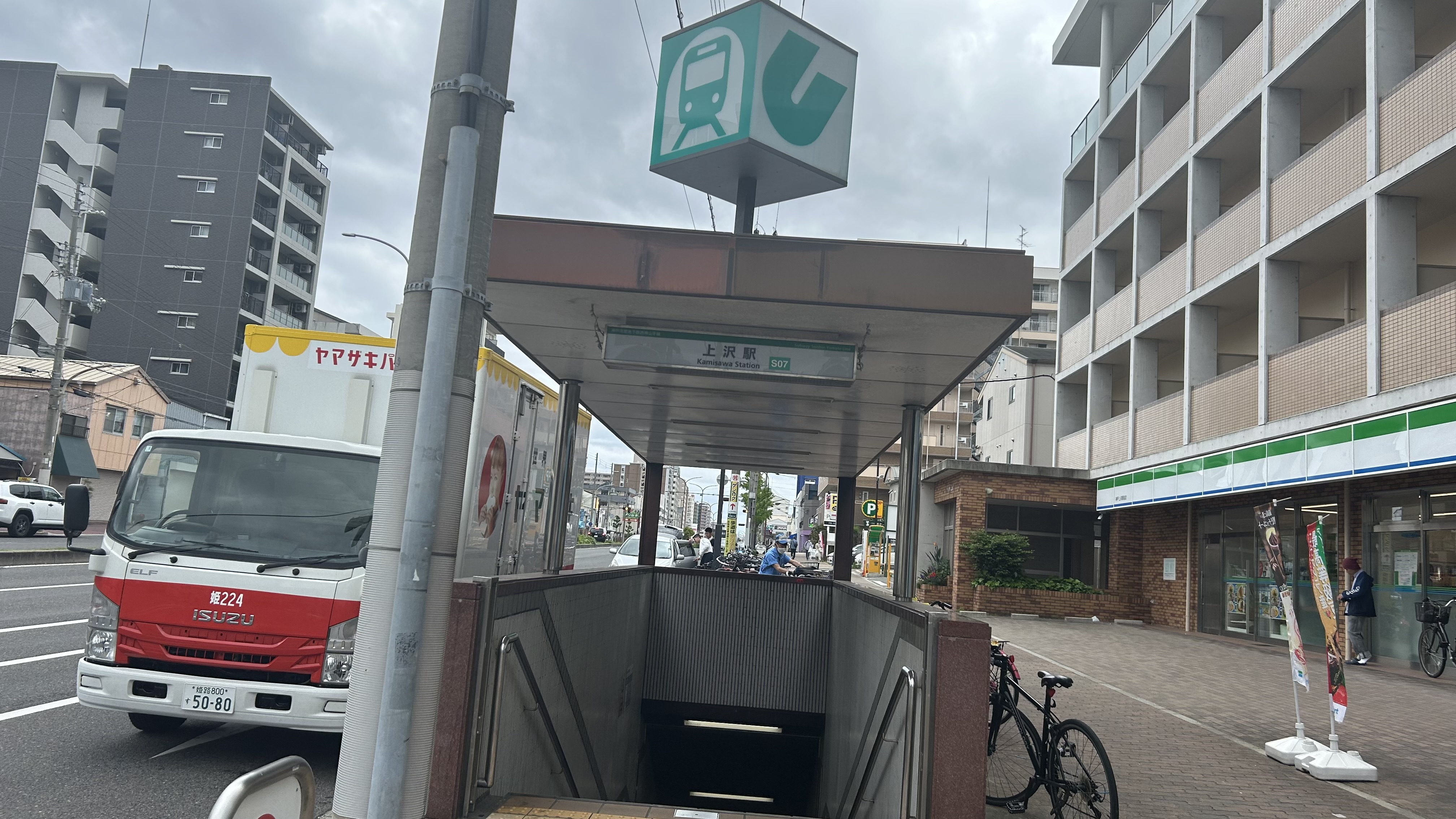
東出口1
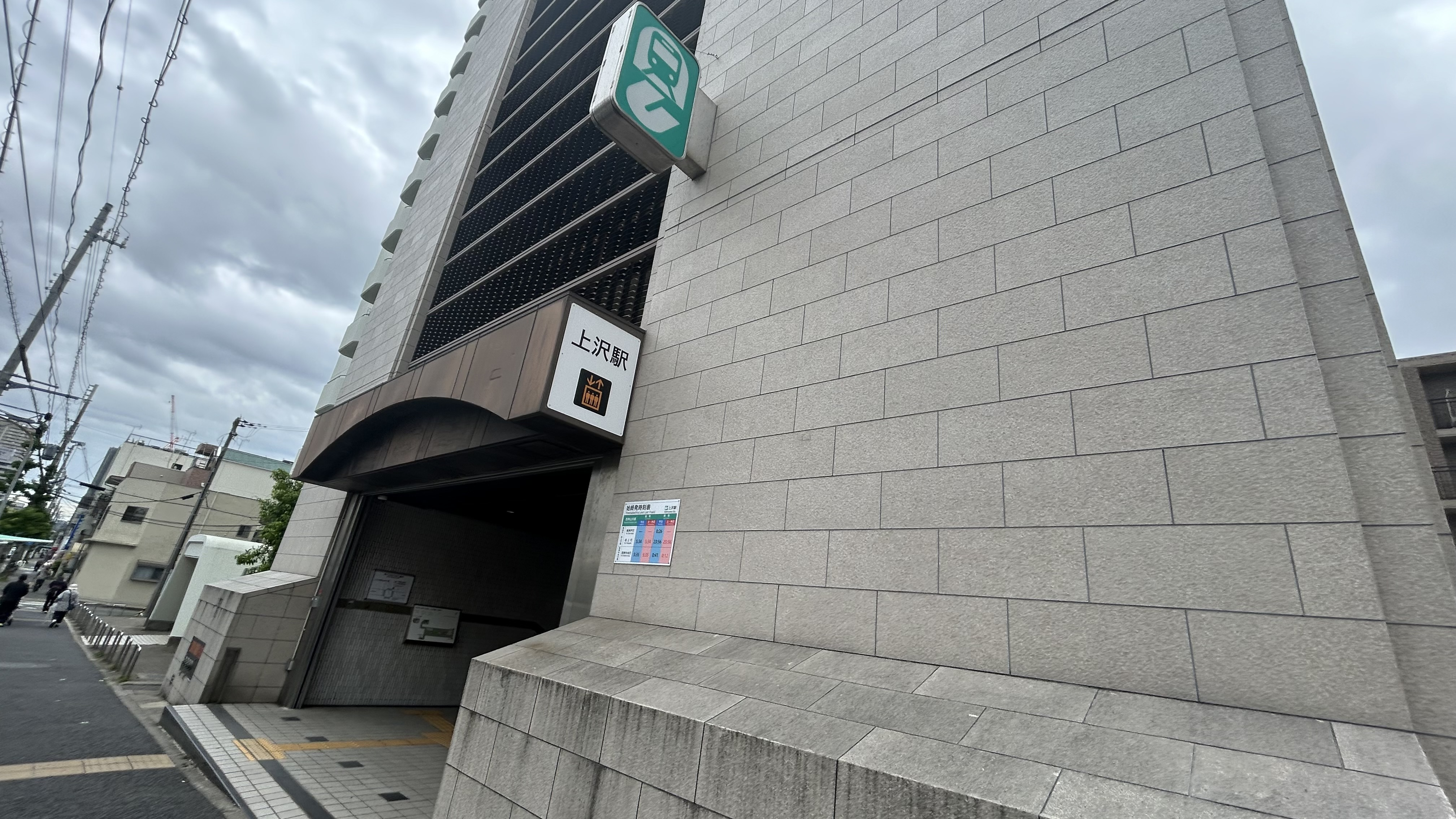
東出口2
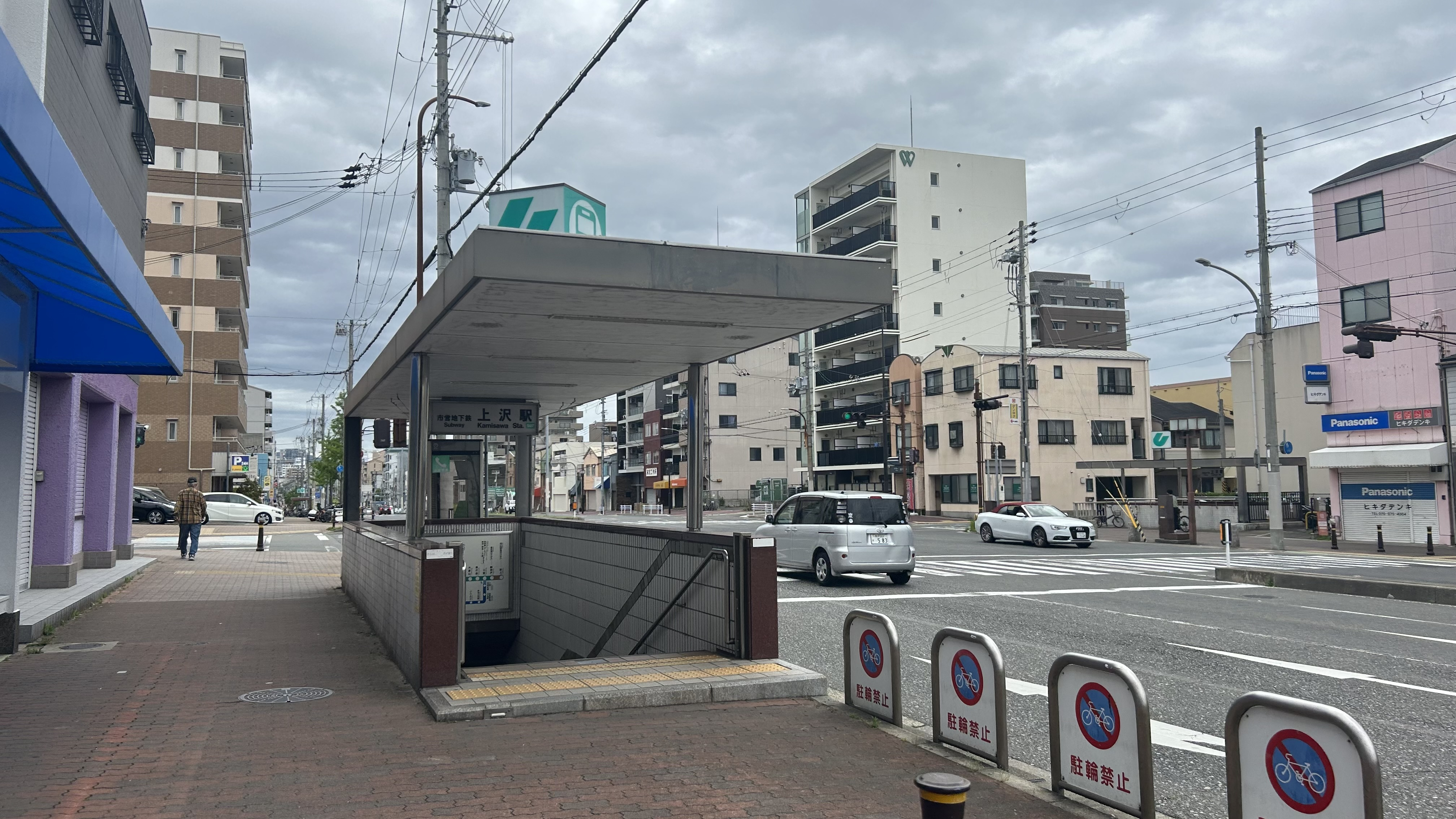
西出口1
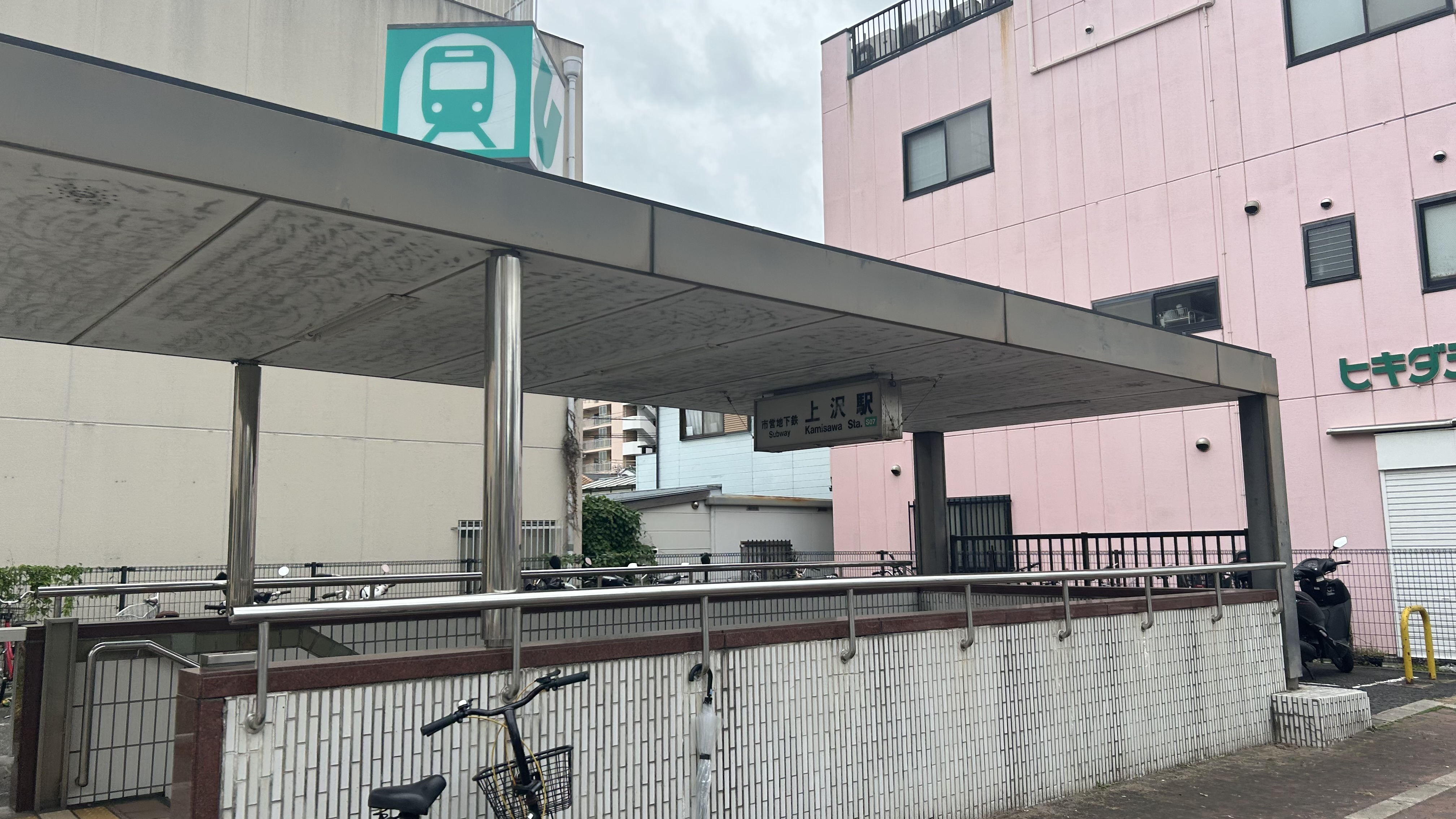
西出口2

## ダイヤ
上下とも毎時8本の運行。

## 利用状況
2022年度の1日平均乗車人員は3,873人である。西神・山手線内の駅では最も利用者が少ないが、近年は増加傾向にある。
近年の1日平均乗車人員の推移は下記の通りである。
| 年度               | 1日平均 乗車人員 |
| ------------------ | ---------------- |
| 1995年（平成07年） | 3,285            |
| 1996年（平成08年） | 3,132            |
| 1997年（平成09年） | 3,079            |
| 1998年（平成10年） | 2,908            |
| 1999年（平成11年） | 2,922            |
| 2000年（平成12年） | 2,684            |
| 2001年（平成13年） | 3,722            |
| 2002年（平成14年） | 3,361            |
| 2003年（平成15年） | 3,321            |
| 2004年（平成16年） | 3,214            |
| 2005年（平成17年） | 3,194            |
| 2006年（平成18年） | 3,236            |
| 2007年（平成19年） | 3,226            |
| 2008年（平成20年） | 3,291            |
| 2009年（平成21年） | 3,044            |
| 2010年（平成22年） | 3,120            |
| 2011年（平成23年） | 3,097            |
| 2012年（平成24年） | 3,107            |
| 2013年（平成25年） | 3,282            |
| 2014年（平成26年） | 3,312            |
| 2015年（平成27年） | 3,411            |
| 2016年（平成28年） | 3,598            |
| 2017年（平成29年） | 3,822            |
| 2018年（平成30年） | 3,876            |
| 2019年（令和元年） | 3,886            |
| 2020年（令和02年） | 3,325            |
| 2021年（令和03年） | 3,605            |
| 2022年（令和04年） | 3,873            |

## 駅周辺
周辺は主に住宅地である。飲食店が点在する。
- 上沢通8丁目公園
- エレガントマナースクール
- 会下山[1]
- 神戸市立神港橘高等学校[1]
- 兵庫県立夢野台高等学校
- 兵庫県立兵庫高等学校
- 兵庫県立湊川高等学校
- 神戸市立室内小学校
- 阪神電車 大開駅[1]
- 日本郵便 神戸六番町郵便局
- 関西スーパー 大開店

## バス路線
- 神戸市営バス9系統：地下鉄上沢駅前

## 当駅を使用した映画ロケ
2001年（平成13年）7月1日から4日の終電後から早朝にかけて、映画『GO』の撮影が行われた。これは、東京では地下鉄の線路上で撮影する許可を得られなかったため、神戸フィルムオフィスを通して神戸市交通局の協力を得たものである。また、映画『交渉人 真下正義』では、作中に登場する「TTR代々木線大手町駅」として当駅のホームが撮影に使用された。

## 隣の駅
神戸市営地下鉄
西神・山手線
湊川公園駅 （S06） - 上沢駅 （S07） - 長田（長田神社前）駅 （S08）
- （）内は駅番号を示す。